# Pteraspidomorphes
 (décembre 2018).
Si vous disposez d'ouvrages ou d'articles de référence ou si vous connaissez des sites web de qualité traitant du thème abordé ici, merci de compléter l'article en donnant les références utiles à sa vérifiabilité et en les liant à la section « Notes et références ».
Ptéraspidomorphes
Sous-classe
Les Pteraspidomorphes (les Ptéraspidomorphes en français) sont un ordre éteint des vertébrés marins de la classe des Pteraspidomorphi. Ce sont des agnathes ayant vécu au cours du Paléozoïque de l'Ordovicien au Dévonien. 

## Caractéristiques

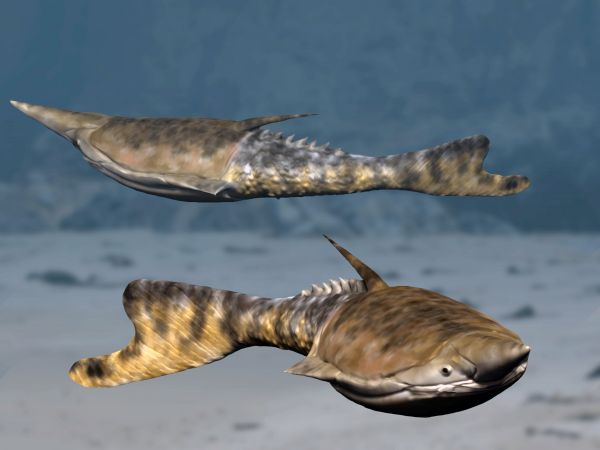
Vue d'artiste de ptéraspidomorphes du genre Pteraspis.

- large armure dermique couvrant la tête ;
- ils ne possèdent qu'une seule nageoire, la caudale.

## Classification
Ils sont divisés en deux groupes : 
- les arandaspides de l'Ordovicien, comme Arandaspis ;
- et les hétérostracés comme Pteraspis, qui vécurent du Silurien au Dévonien.

### Taxons de rang inférieur
- † Arandaspida
- † Heterostraci
- † Thelodontidae
- † Eriptychiida
- † Astraspida

## Liste des genres
Selon Paleobiology Database (9 décembre 2018) :
- genre Alainaspis
- genre Allocryptaspis
- genre Americaspis
- genre Anatolepsis
- genre Angaraspis
- genre Anglaspis
- genre Archegonaspis
- genre Archodus
- genre Asketaspis
- genre Aspidosteus
- genre Athenaegis
- genre Canadapteraspis
- genre Clydonaspis
- genre Corveolepis
- genre Ctenaspis
- genre Dinaspidella
- genre Dyreaspis
- genre Edaphaspis
- genre Eglonaspis
- genre Empedaspis
- genre Ennosviaspis
- genre Grumantaspis
- genre Gunaspis
- genre Homaspidella
- genre Irregulariaspis
- genre Karelosteus
- genre Kiangsuaspis
- genre Liliaspis
- genre Listraspis
- genre Nahanniaspis
- genre Obliaspis
- genre Palaeodus
- genre Pelaspis
- genre Pilolepsis
- genre Pionaspis
- genre Poraspis
- genre Poriferaspis
- genre Psephaspis
- genre Pycnaspis
- genre Sanidaspis
- genre Schizosteus
- genre Seretaspis
- genre Siberiaspis
- genre Steinaspis
- genre Strophisterus
- genre Tareyaspis
- genre Ulititaspis
- genre Yoglinia

### Sources
- « Les Règnes de la matière vivante »